# Krobusz
Krobusz (dodatkowa nazwa w j. niem. Krobusch) – wieś w Polsce, położona w województwie opolskim, w powiecie prudnickim, w gminie Biała. Historycznie leży na Górnym Śląsku, na ziemi prudnickiej. Położona jest na terenie Kotliny Raciborskiej, będącej częścią Niziny Śląskiej.
W latach 1975–1998 miejscowość należała administracyjnie do ówczesnego województwa opolskiego.
Według danych na 2011 wieś była zamieszkana przez 332 osoby.
Do wsi należą przysiółki Żabnik i niestandaryzowany Młynki.

## Geografia

### Położenie
Wieś jest położona w południowo-zachodniej Polsce, w województwie opolskim, około 9,5 km od granicy z Czechami, w zachodniej części Kotliny Raciborskiej. Należy do Euroregionu Pradziad. Ma charakter rolniczy.

### Środowisko naturalne
W Krobuszu panuje klimat umiarkowany ciepły. Średnia temperatura roczna wynosi +8,3 °C. Duże zróżnicowanie dotyczy termicznych pór roku. Średnie roczne opady atmosferyczne w rejonie Krobusza wynoszą 614 mm. Dominują wiatry zachodnie.

### Integralne części wsi
| SIMC       | Nazwa  | Rodzaj     |
| ---------- | ------ | ---------- |
| nie nadano | Młynki | przysiółek |
| 0491334    | Żabnik | przysiółek |

## Nazwa
Topograficzny opis Górnego Śląska z 1865 roku notuje wieś pod obecnie stosowaną, polską nazwą Krobusz, a także zgermanizowaną Krobusch.
W okresie hitlerowskiego reżimu w latach 1936–1945 miejscowość nosiła nazwę Krähenbusch. 15 marca 1947 r. nadano miejscowości polską nazwę Krobusz.
W historycznych dokumentach nazwę miejscowości wzmiankowano w różnych językach oraz formach: villa Krobusch (1679), Krohbusch (1743), Krobusch (1784), Krobusch, Krobusz (1845), Krobusz (Krobusch) – Krähenbusch (1939), Krobusz (1946).

## Historia

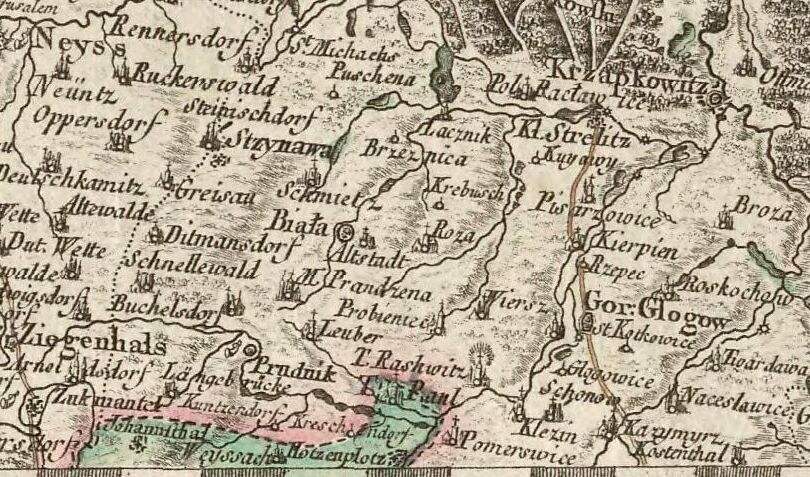
Krobusz (Krebusch) wśród miejscowości ziemi prudnickiej na polskojęzycznej mapie z 1772

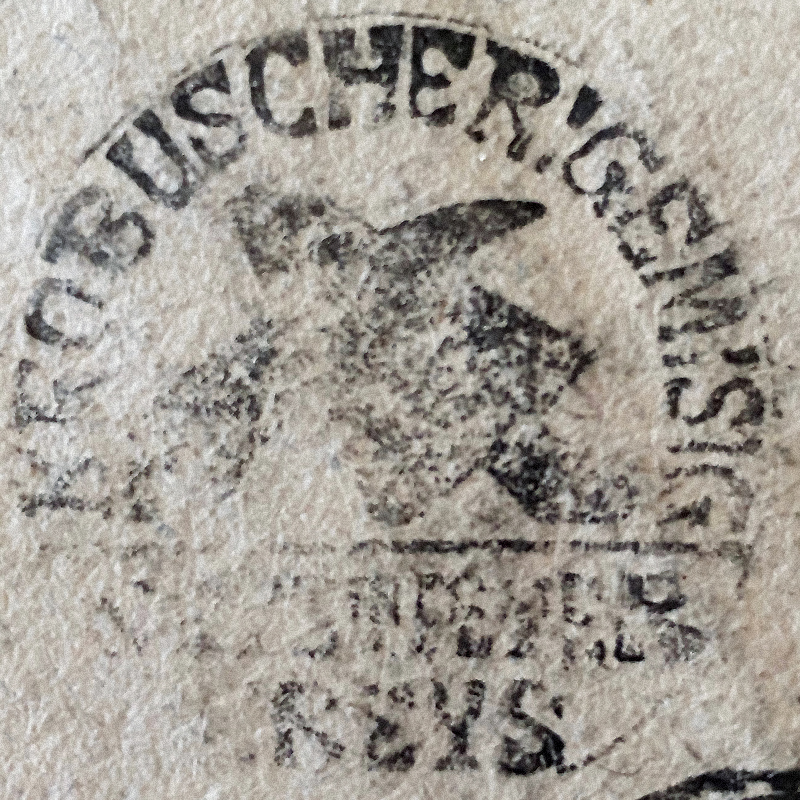
Pieczęć Krobusza (1836)

Pierwsza wzmianka o wsi pochodzi z 1679 (villa Krobusz). Do 1742 wieś należała do powiatu sądowego głogóweckiego w Monarchii Habsburgów. Po I wojnie śląskiej znalazła się w granicach Królestwa Prus i weszła w skład powiatu prudnickiego w prowincji Śląsk. Wieś posiadała swoją własną pieczęć, która przedstawiała w polu lemiesz pługa skrzyżowany z ostrzem kosy, a w otoku napis: KROBUSCHER: GEM: SIG: / NEYSTAETER CREYS (pol. Gmina Krobusz / Powiat Prudnicki). Krobusz wszedł w skład majątku Tiele-Wincklerów w Mosznej na mocy fideikomisu, podpisanego przez Huberta von Tiele-Wincklera w 1892.

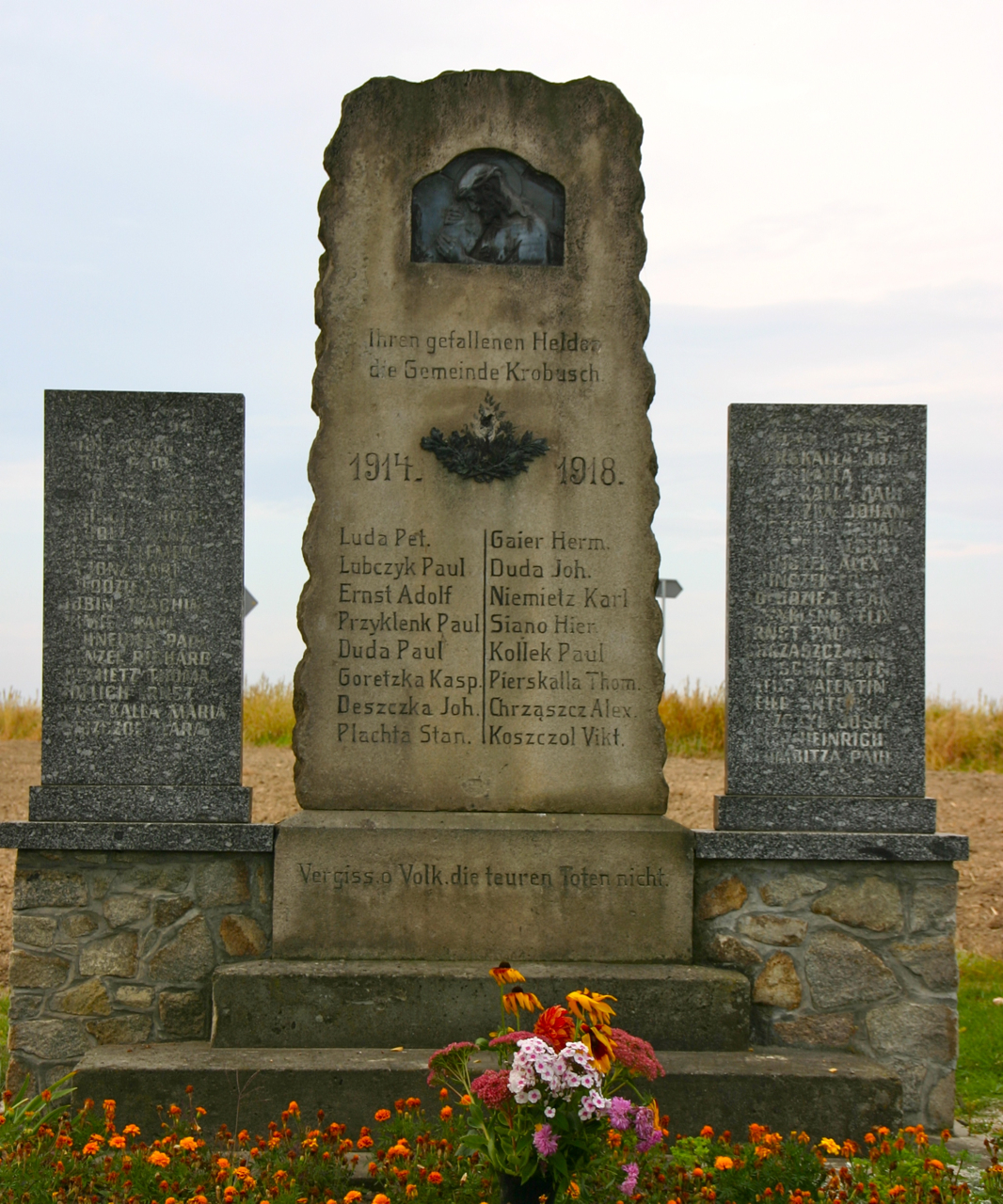
Pomnik upamiętniający mieszkańców Krobusza poległych w I wojnie światowej

Według spisu ludności z 1 grudnia 1910, na 454 mieszkańców Krobusza 34 posługiwało się językiem niemieckim, 389 językiem polskim, a 31 było dwujęzycznych. Po I wojnie światowej we wsi powstał pomnik upamiętniający mieszkańców wsi, którzy zginęli podczas niej. W 1921 w zasięgu plebiscytu na Górnym Śląsku znalazła się tylko część powiatu prudnickiego. Krobusz znalazł się po stronie wschodniej, w obszarze objętym plebiscytem, w obwodzie nr 8 powiatu prudnickiego. 6 lutego 1921 w Krobuszu odbył się polski wiec. Do głosowania uprawnionych było w Krobuszu 386 osób, z czego 245, ok. 63,5%, stanowili mieszkańcy (w tym 232, ok. 60,1% całości, mieszkańcy urodzeni w miejscowości). Oddano 372 głosy (ok. 96,4% uprawnionych), w tym 370 (ok. 99,5%) ważne; za Niemcami głosowały 343 osoby (ok. 92,7%), a za Polską 27 osób (ok. 8,1%). W Krobuszu działało przejście graniczne na czas głosowania.
W latach 1945–1950 Krobusz należał do województwa śląskiego, a od 1950 do województwa opolskiego. W latach 1945–1954 wieś należała do gminy Gostomia, a w latach 1954–1972 do gromady Gostomia. Podlegała urzędowi pocztowemu w Białej.
W latach 1987–1992 mieszkańcy wsi przebudowali miejscową kaplicę na kościół Matki Boskiej Fatimskiej. 16 lipca 2005 na polu w pobliżu Krobusza znaleziono skład 96 pocisków artyleryjskich, 23 granatników przeciwpancernych oraz 96 łusek artyleryjskich z okresu II wojny światowej. Wieś ucierpiała podczas powodzi we wrześniu 2024.

## Mieszkańcy

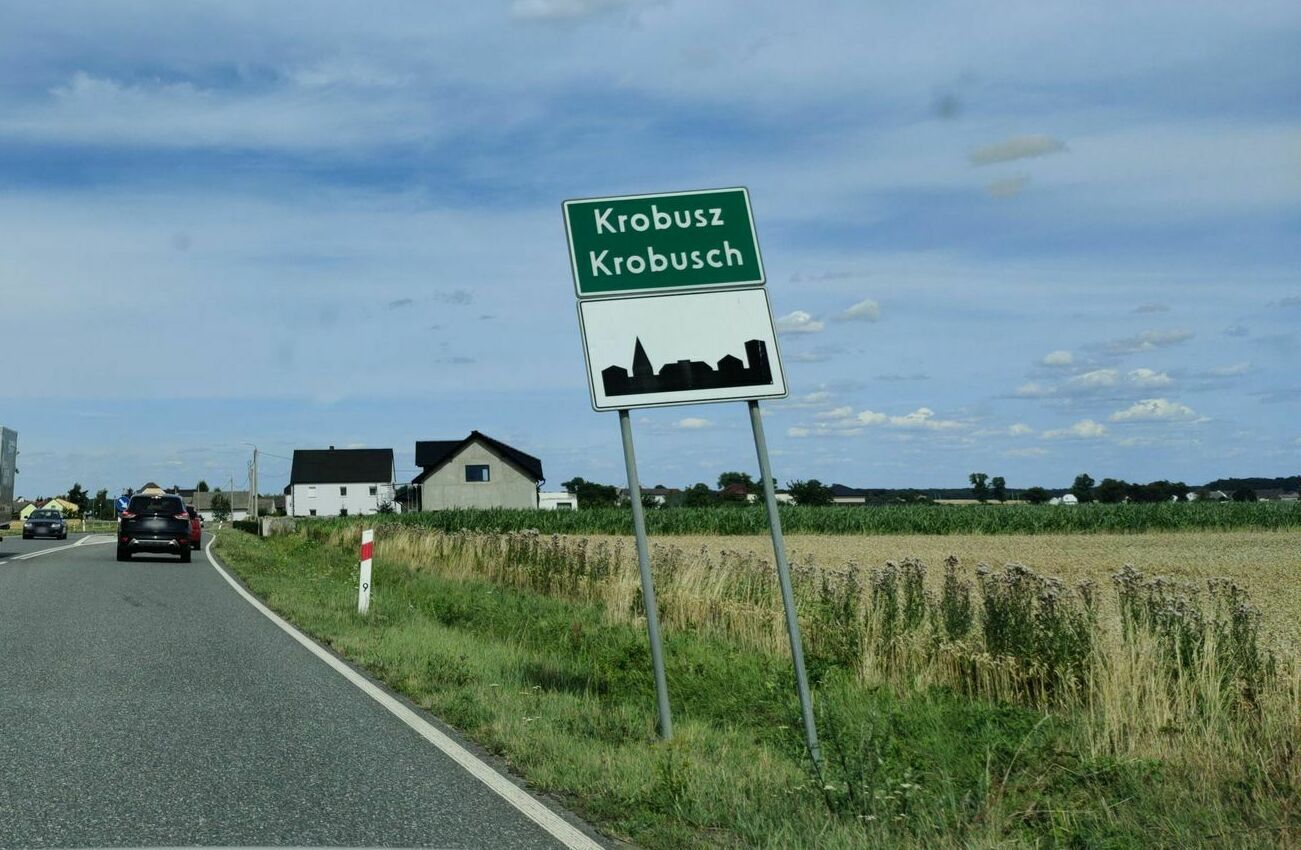
Tablica z podwójną nazwą przed wjazdem do Krobusza od strony Prudnika

Miejscowość zamieszkiwana jest przez mniejszość niemiecką oraz Ślązaków. Mieszkańcy wsi posługują się gwarą prudnicką, będącą odmianą dialektu śląskiego.

### Liczba mieszkańców wsi
- 1871 – 250[30]
- 1885 – 267[31]
- 1905 – 383[32]
- 1910 – 454[17]
- 1933 – 536[33]
- 1939 – 542[33]
- 1966 – 423[34]
- 1998 – 388[35]
- 2002 – 379[35]
- 2009 – 346[35]
- 2011 – 332[35]
- 2013 – 325[36]

## Zabytki
Zgodnie z gminną ewidencją zabytków w Krobuszu chronione są:
- szkoła
- przepust ceglany na linii kolejowej Krapkowice–Prudnik

## Gospodarka

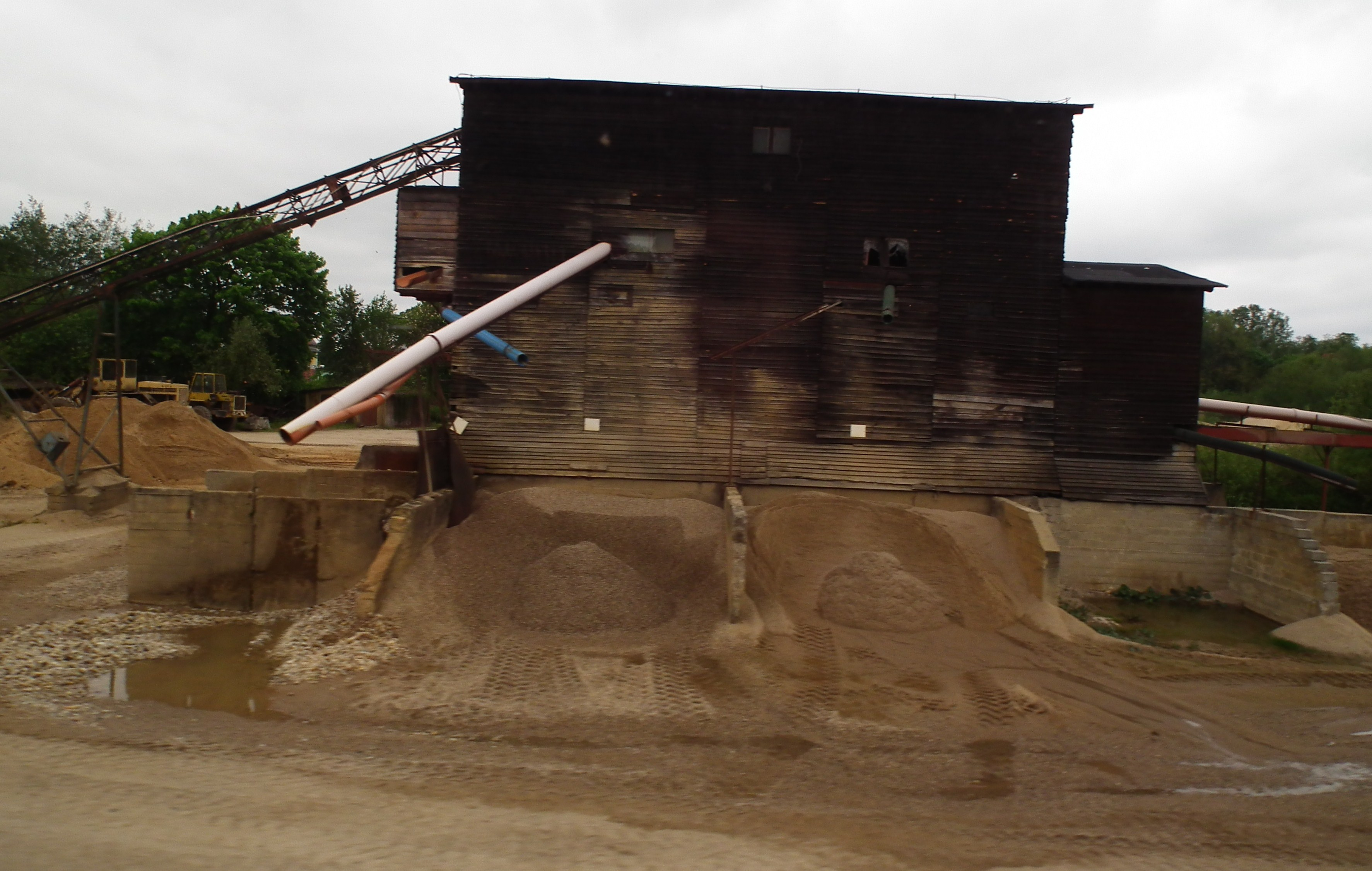
Piaskownia w Krobuszu

We wsi znajduje się Rolnicza Spółdzielnia Produkcyjna oraz piaskownia. W Krobuszu siedzibę mają firmy Zakład Stolarski Głombica Norbert i Stolarstwo Meblowe Piasecki Arkadiusz, zrzeszone w Cechu Rzemieślników i Przedsiębiorców w Prudniku.
Krobusz wraz z całą gminą Biała podlega pod inspektorat ZUS w Prudniku.

## Transport

### Transport drogowy

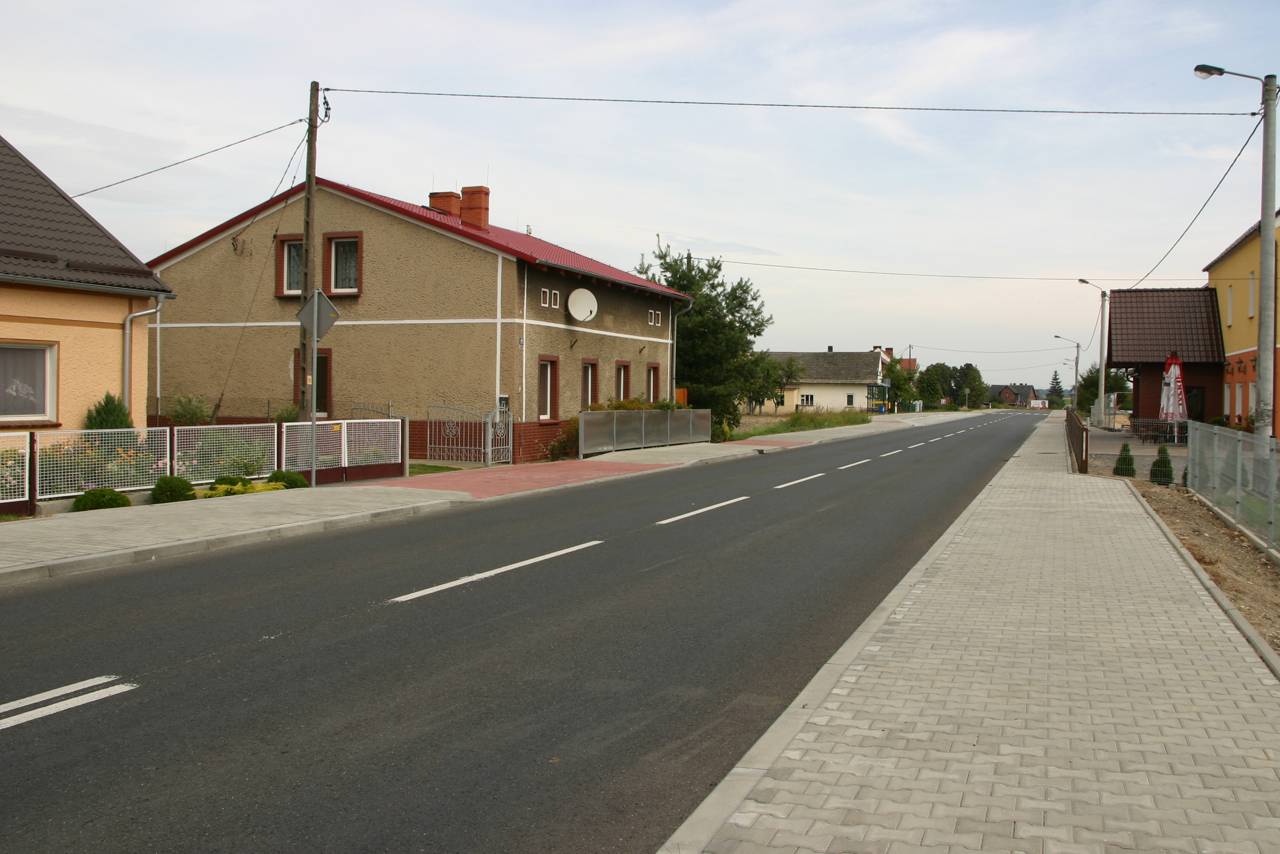
Droga wojewódzka nr 414

Przez Krobusz przebiega droga wojewódzka
- 414 Prudnik – Opole

W zarządzie Wydziału Drogownictwa Starostwa Powiatowego w Prudniku znajdują się drogi powiatowe: nr 1251O relacji Rostkowice – Gostomia – Żabnik – Krobusz oraz nr 1272O relacji Krobusz – Radostynia.

### Transport kolejowy

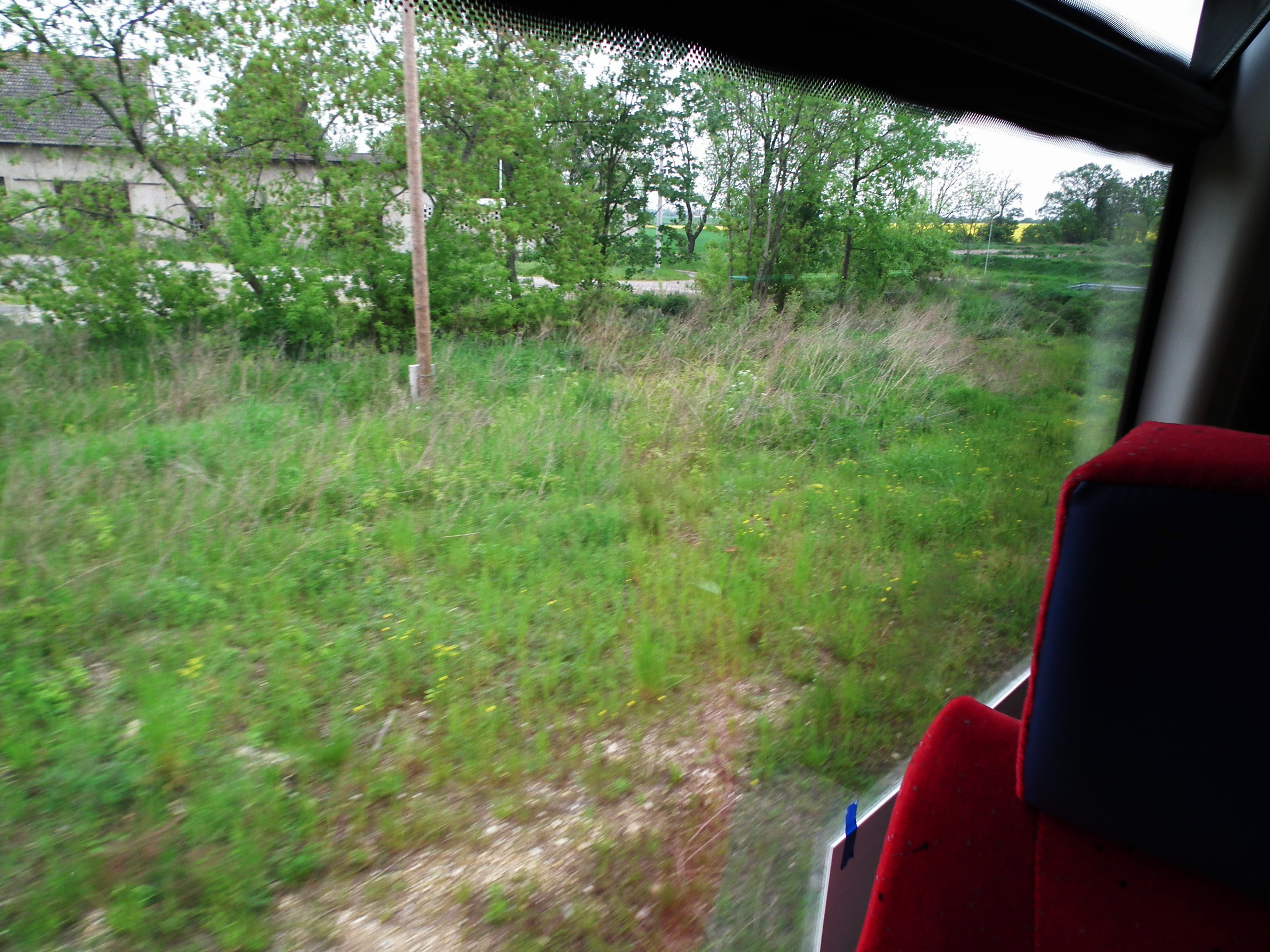
Pozostałości po przystanku kolejowym

W miejscowości znajduje się nieczynny przystanek kolejowy. Najbliższa czynna stacja kolejowa znajduje się w Prudniku.
Lokalni przedsiębiorcy i właściciele majątków ziemskich zawiązali w 1895 spółkę Kolej Prudnicko-Gogolińska z siedzibą w Prudniku, której celem stała się budowa linii lokalnej z Prudnika do Gogolina. Linia kolejowa nr 306 relacji Prudnik – Goglin została oddana do użytku w 1896. Powódź w 1997 zniszczyła most na Odrze w Krapkowicach, uniemożliwiając dojazd do Gogolina. W 2005 ruch na linii 306 został zawieszony. Zmodernizowana do celów towarowych linia relacji Prudnik – Krapkowice została oddana do użytku w 2016. Na bocznicy między składem militarnym w lesie koło Strzeleczek a Prudnikiem odbywa się wojskowy ruch transportowy.

### Transport autobusowy

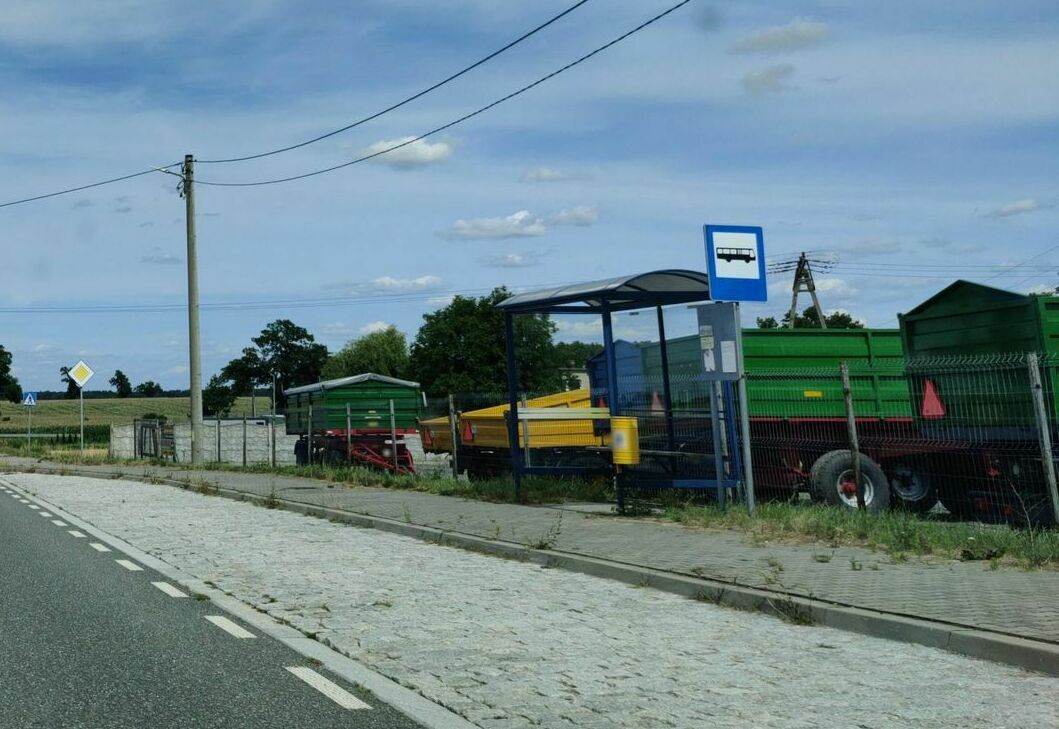
Przystanek autobusowy

Krobusz posiada połączenia autobusowe z Białą, Głuchołazami, Krapkowicami, Opolem, Prudnikiem, Strzeleczkami, Złotnikami. We wsi znajdują się dwa przystanki autobusowe – „Krobusz”, „Żabnik”.
Transport autobusowy w Krobuszu obsługiwany był przez PKS Prudnik. W 2004 prudnicki PKS został sprywatyzowany z udziałem Connex Polska. W 2008, w wyniku połączenia spółek PKS Connex Prudnik i PKS Connex Kędzierzyn-Koźle, utworzona została spółka Veolia Transport Opolszczyzna, w 2013 przejęta przez Arriva Bus Transport Polska. W 2019 Arriva wycofała się z Prudnika. Wówczas organizacją przewozów pasażerskich w Krobuszu i okolicy zajęły się ościenne PKS-y. W grudniu 2021 powołano Powiatowo-Gminny Związek Transportu „Pogranicze”, mający na celu poprawę jakości transportu.

### Transport rowerowy

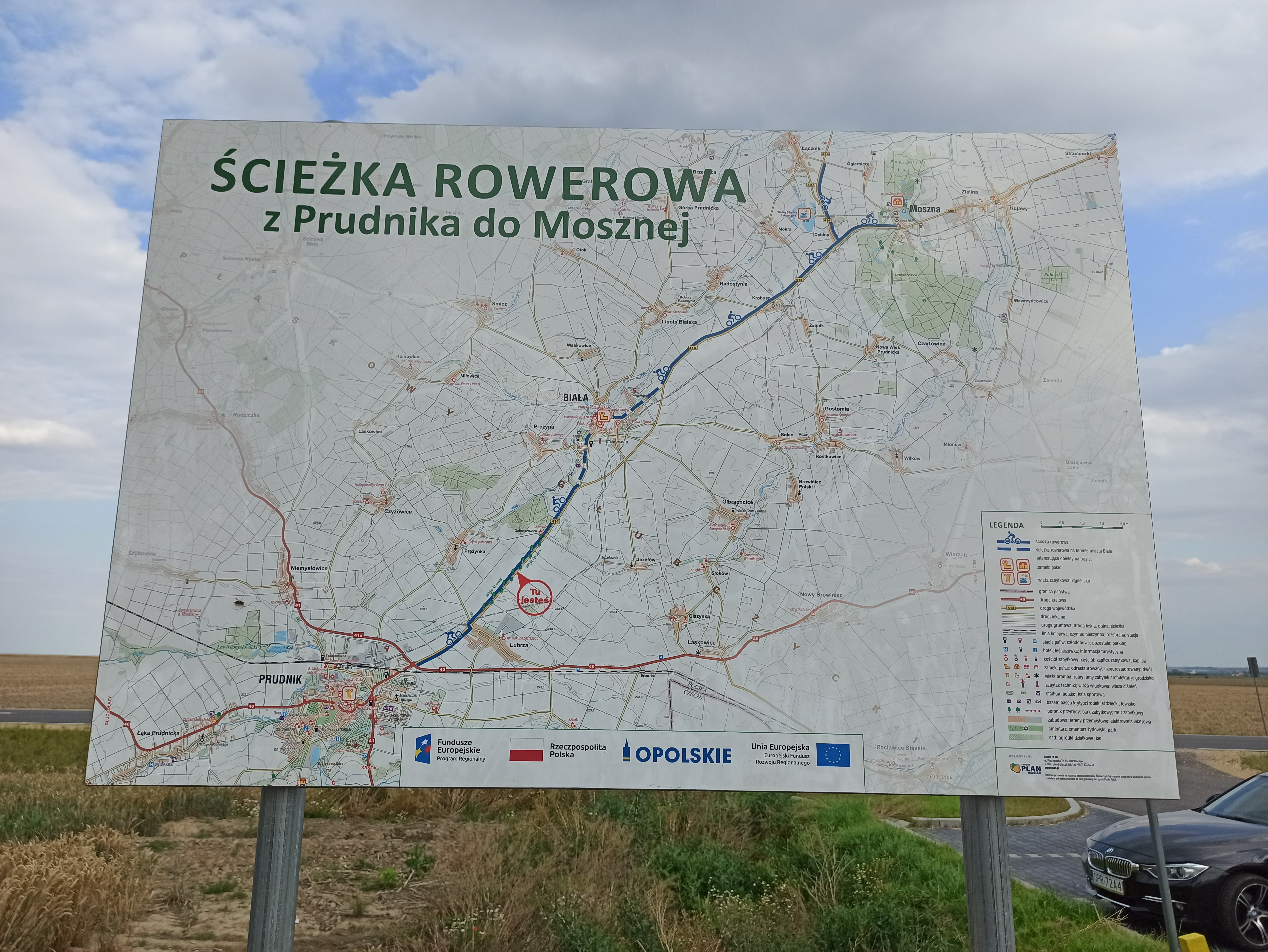
Tablica informacyjna dotycząca Ścieżki rowerowej z Prudnika do Mosznej przebiegającej przez Krobusz

W 2020 ukończono budowę ścieżki rowerowej z Prudnika do Mosznej, przedłużonej w 2021 do Zieliny. Ścieżka długości ponad 20 km zaczyna się w Prudniku przy rondzie im. Stanisława Szozdy i prowadzi wzdłuż dróg wojewódzkich nr 414 i 409 przez Lubrzę, Dobroszewice, Białą, Krobusz, Dębinę i Moszną, kończąc się w Zielinie.

## Religia

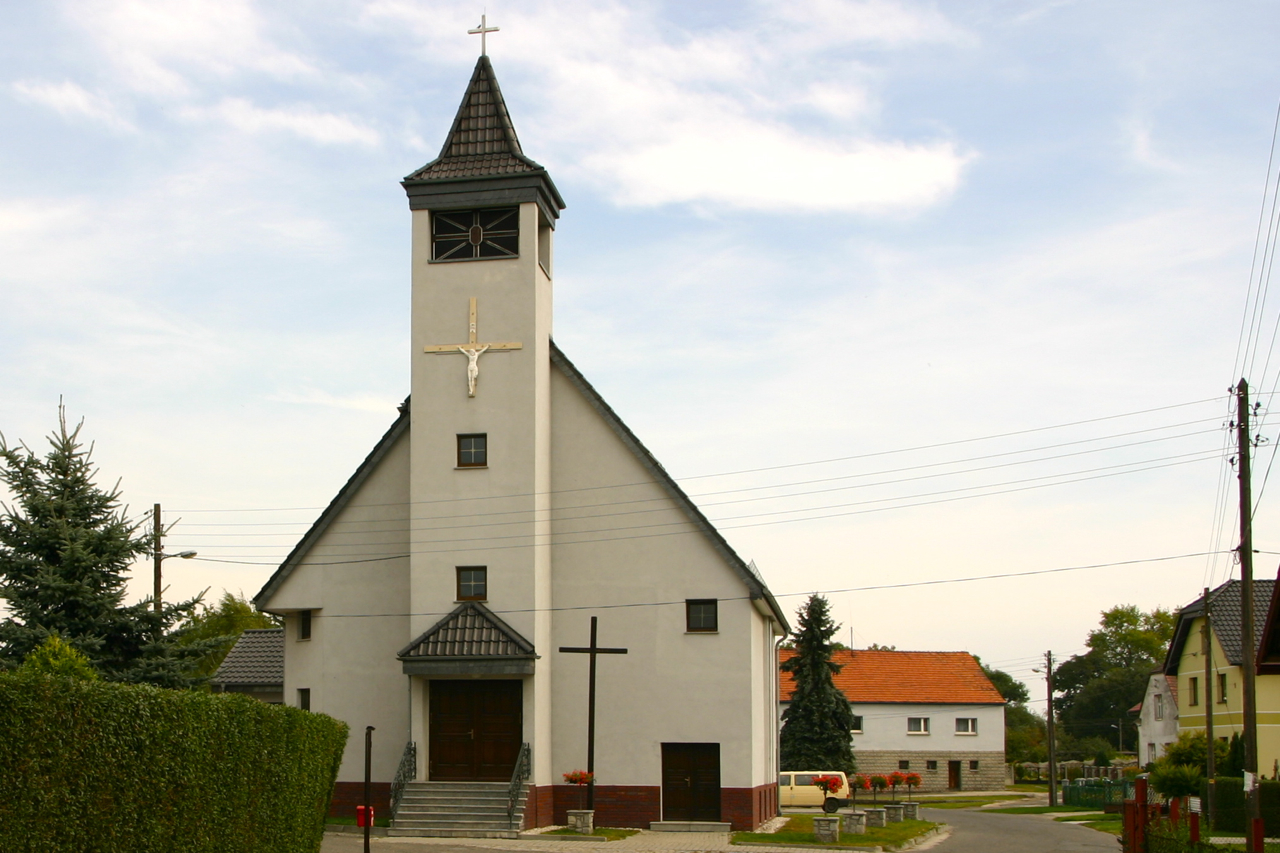
Kościół Matki Boskiej Fatimskiej

W Krobuszu znajduje się katolicki kościół Matki Boskiej Fatimskiej, który należy do parafii św. Jana Chrzciciela w Solcu (dekanat Biała).
11 lipca 2012 przez Krobusz przebiegała trasa wyścigu Tour de Pologne.

## Turystyka
Oddział PTTK „Sudetów Wschodnich” w Prudniku ustanowił turystyczną Odznakę Krajoznawczą Ziemi Prudnickiej, którą zdobywa się poprzez zwiedzenie odpowiedniej liczby obiektów w miejscowościach położonych na ziemi prudnickiej, w tym w Krobuszu.
12 lipca 2010, w ramach organizowanego w Prudniku VI Europejskiego Tygodnia Turystyki Rowerowej, w którym wzięli udział rowerzyści z całej Europy, przez Krobusz prowadziła trasa „Szlakiem Pielgrzyma”.

### Szlaki turystyczne
Przez Krobusz prowadzą szlaki turystyczne:
- Dwa zamki w jeden dzień (12,5 km): Biała – Krobusz – Łącznik – Chrzelice[59]
- Biała – Moszna (10 km): Biała – Krobusz – Dębina – Moszna[60]
- Szlakiem zabytkowych kościołów (9,12 km): Prężyna – Biała – Śmicz – Miłowice – Kolnowice – Otoki – Ligota Bialska – Krobusz – Dębina – Łącznik – Mokra – Żabnik – Gostomia – Solec – Olbrachcice[61]

### Szlaki rowerowe
Przez Krobusz prowadzi szlak rowerowy:
- Trasa rowerowa PTTK nr 261-c: Biała – Stare Miasto – Solec – Olbrachcice – Wierzch – Wilków – Rostkowice – Gostomia – Krobusz – Radostynia – Mokra – Łącznik – Brzeźnica – Górka Prudnicka – Ligota Bialska – Biała

## Bezpieczeństwo
Miejscowość jest pod opieką dzielnicowego rejonu służbowego nr 15 Komendy Powiatowej Policji w Prudniku (Posterunek Policji w Białej).
Teren wsi, jak i całej gminy Biała, położony jest w strefie nadgranicznej w związku z czym Straż Graniczna dysponuje, na tym obszarze, specjalnymi kompetencjami w zakresie bezpieczeństwa. Gminę Biała obejmuje zasięgiem służbowym placówka Straży Granicznej w Opolu ze Śląskiego Oddziału SG.